# Grzegorz Chwiendacz
Grzegorz Chwiendacz (* 18. Mai 1932 in Katowice; † 23. Dezember 2017) war ein polnischer Radrennfahrer.

## Sportliche Laufbahn
Chwiendacz war im Straßenradsport und im Querfeldeinrennen (heutige Bezeichnung Cyclocross) aktiv. 1955 gewann er zwei Etappen in der Polen-Rundfahrt, 1957 eine Etappe. 1953 beendete er dieses Etappenrennen auf dem dritten Rang. 1952 kam er auf den 6. Platz, 1954 auf den 4. Rang, 1955 auf den 6. Platz. In der Internationalen Friedensfahrt startete er dreimal. 1955 wurde er 15., 1956 10. und 1957 17. der Gesamtwertung. 1951, 1952, 1953 und 1957 wurde er Vizemeister Polens im Bergfahren. 1954 wurde er Vizemeister im Mannschaftszeitfahren und 1955 Dritter der Meisterschaft im Querfeldeinrennen. 1953 gewann er die Goldmedaille bei den Weltmeisterschaften der Studenten im Mannschaftszeitfahren.